# Creagrutus caucanus
Creagrutus caucanus är en fiskart som beskrevs av Eigenmann, 1913. Creagrutus caucanus ingår i släktet Creagrutus och familjen Characidae. Inga underarter finns listade i Catalogue of Life.